# Atanasio Amisse Canira
Atanasio Amisse Canira (* 2. Mai 1962 in Mossoril, Provinz Nampula) ist ein mosambikanischer Geistlicher und römisch-katholischer Bischof von Lichinga.

## Leben
Atanasio Amisse Canira empfing am 12. Dezember 1993 das Sakrament der Priesterweihe für das Bistum Nacala.
Am 8. Februar 2015 ernannte ihn Papst Franziskus zum Bischof von Lichinga. Der Bischof von Nacala, Germano Grachane CM, spendete ihm am 22. März desselben Jahres die Bischofsweihe; Mitkonsekratoren waren der Bischof von Xai-Xai, Lucio Andrice Muandula, und der emeritierte Bischof von Lichinga, Elio Giovanni Greselin SCJ.